# Manuel de Villaescusa Ferrero
Manuel de Villaescusa Ferrero (1922–1991) – hiszpański prawnik, przedsiębiorca, kolekcjoner i mecenas sztuki.
Manuel de Villaescusa Ferrero był prawnikiem i przedsiębiorcą, za życia zgromadził ogromną fortunę. W 1991 zginął w wypadku samochodowym. W testamencie mianował Muzeum Prado swoim spadkobiercą, przekazując nie tylko dzieła sztuki ze swojej prywatnej kolekcji (Georges de La Tour, Luis de Morales, El Greco, Pedro Orrente, Luis Paret y Alcázar), ale także pokaźne środki finansowe i dobra ruchome. Z otrzymanej spuścizny muzeum zakupiło dalsze dzieła do swojej kolekcji, m.in. Portret hrabiny Chinchón, Lot czarowników i Autoportret Francisca Goi.